# Darlene Hard
Darlene Hard, fullständigt namn Darlene Ruth Hard, född 6 januari 1936 i Los Angeles, Kalifornien, död 2 december 2021 i Los Angeles, var en amerikansk högerhänt tennisspelare.

## Tenniskarriären
Darlene Hard vann under sin karriär 21 Grand Slam (GS)-titlar, varav tre i singel, 13 i dubbel (fem i rad i US Open) och fem i mixed dubbel. Hon var en av världens 10 bästa spelare 1958-63 och rankades som nummer två 1960 och 1961.
Sina dubbeltitlar vann hon tillsammans med sju olika partners; brasilianskan Maria Bueno (fem titlar), Jeanne Arth (tre titlar), Althea Gibson, Lesley Turner Bowrey, Beverly Fleitz, Shirley Bloomer och Francoise Durr, de fem sistnämnda en titel vardera.
År 1957 var hon första gången i singelfinal i en GS-turnering, det var i Wimbledonmästerskapen, en final hon förlorade mot landsmaninnan Althea Gibson (3-6, 2-6). Sin första singeltitel i en GS-turnering vann hon i Franska mästerskapen 1960. Hon finalbesegrade då den mexikanska spelaren Yola Ramirez (6-3, 6-4). Samma år vann hon också singeltiteln i Amerikanska mästerskapen efter finalseger över Maria Bueno i en mycket tät match med siffrorna 6-4, 10-12, 6-4. Hard vann Amerikanska mästerskapen också det följande året, 1961, denna gång efter att ha finalbesegrat brittiskan Ann Haydon Jones (6-3, 6-4).
Darlene Hards sista GS-titel, dubbeln i US Open 1969, vann hon "på övertid". Hon hade då egentligen avslutat sin aktiva tävlingskarriär fem år tidigare, men gjorde ett tillfälligt inhopp. Tillsammans med fransyskan Francoise Durr nådde hon ända till finalen där de mötte paret Virginia Wade/Margaret Smith Court. Hard spelade mycket dåligt under det första setet, och förlorade sina servegame. Setet förlorades med 0-6. I de följande två seten återfann Hard sina vinnande slag och slutligen stod Hard/Durr som oseedade segrare med 0-6, 6-3, 6-4.
Hon vann dubbeltiteln i Italienska mästerskapen i Rom 1956 och 1962.
Darlene Hard deltog i det amerikanska Wightman Cup-laget 1957, 1959, 1960, 1962 och 1963 och vann 10 av 13 matcher. Hon deltog också i Fed Cup första året turneringen spelades (1963). Hon vann sex av sina sju matcher inräknad en vinstmatch i världsfinalen mot Australien. I finalen vann hon dubbeln tillsammans med Billie Jean King.

## Spelaren och personen
Darlene Hard hade ett aggressivt attackerande serve-volley-spel som framförallt gjorde henne till en skicklig dubbelspelare. Hon var också effektiv som singelspelare, på såväl grus-som gräsundelag. Hennes grundslag, framförallt hennes forehand var inte av samma klass som hennes serve och volley. Hon uppvisade alltid entusiasm och stor närvaro på banan, och sågs ofta gå omkring mellan slagväxlingarna och slå händerna mot sina höfter och högljutt tala strängt tillrättavisande till sig själv.
Tidigt under karriären försörjde hon sig som servitris, och studerade senare på Pomona college i Claremont, Kalifornien. Hon deltog med stor framgång i flera collegemästerskap. Hon har själv uttryckt om sin egen inställning till sin idrott att (ungefärlig översättning från engelskan) "jag var den sista amatören, jag var lycklig, jag älskade det, jag älskade tennis".
Efter avslutad aktiv tenniskarriär runt 1964, fortsatte hon som tennistränare, men deltog sporadiskt i tävlingar under hela 1960-talet.
Darlene Hard upptogs 1973 i the International Tennis Hall of Fame.

## Grand Slam-titlar
- Franska mästerskapen
  - Singel - 1960
  - Dubbel - 1955, 1957, 1960
  - Mixed deubbel - 1955, 1961
- Wimbledonmästerskapen
  - Dubbel - 1957, 1959, 1960, 1963
  - Mixed dubbel - 1957, 1959, 1960
- Amerikanska mästerskapen
  - Singel - 1960, 1961
  - Dubbel - 1958, 1959, 1960, 1961, 1962, 1969